# Mensingeweer
Mensingeweer – wieś w Holandii, w prowincji Groningen, w gminie De Marne. Przez miejscowość przebiega długi szlak pieszy, Pieterpad. Znajduje się tu także kościół, Michaelkerk, w którym można podziwiać zabytkowe organy wykonane przez Arpa Schnitgera, przeniesione tutaj w 1901 r. z kościoła w Pieterburen. Kolejnym istotnym zabytkiem jest wybudowany w 1855 r. wiatrak o nazwie Hollands Welvaart.